# Petite rivière au Bouleau
Pour les articles homonymes, voir Bouleau (homonymie).
La Petite rivière au Bouleau est un affluent de la rivière au Bouleau, coulant dans le territoire non organisé de Rivière-Nipissis, dans la municipalité régionale de comté de Sept-Rivières, dans la région administrative de la Côte-Nord, dans la province de Québec (Canada).

## Géographie
Le cours de la Petite rivière au Bouleau descend vers le sud-est, entre la rivière Matamec (situé du côté ouest) et les rivières Chiskal et Bouleau (situés du côté est).
La Petite rivière au Bouleau prend sa source du lac non identifié (longueur: 0,9 km; altitude: 639 m), dans le territoire non organisé de Rivière-Nipissis. L'embouchure du lac de tête est située au sud du lac, soit à:
- 128 km au sud de la limite entre le Labrador et le Québec;
- 9,2 km au sud-est d'une baie du lac Nipisso;
- 25,6 km au nord-ouest de l'embouchure de la Petite rivière au Bouleau;
- 67,0 km au nord-est du centre-ville de Sept-Îles.

À partir du lac de tête, le cours de la Petite rivière au Bouleau descend sur environ 39,7 km, avec une dénivellation de 454 m, selon les segments suivants:
Cours supérieur de la Petite rivière au Bouleau
- vers le sud-est en traversant trois petits lacs; puis en traversant sur 0,7 km vers le sud un lac (altitude: 608 m), jusqu'à son embouchure;
- vers le sud-est, en traversant trois petit lacs et en formant un crochet vers le nord, jusqu'à la rive nord-ouest du lac de la Cache;
- vers le sud-est en traversant le lac de la Cache (longueur: 4,0 km; altitude: 521 m), jusqu'à son embouchure;

Cours intermédiaire de la Petite rivière au Bouleau
- vers le sud presque en ligne droite, jusqu'à un coude de rivière, correspondant à la décharge (venant de l'ouest) d'un ensemble de lacs;
- vers l'est dans une vallée de moins en moins encaissée, jusqu'à la rive ouest du lac Travers;
- vers l'est en traversant le lac Travers (longueur: 6,0 km; altitude: 440 m), recueillant la décharge (venant du nord-est) du lac à Charles, jusqu'à la décharge (venant du nord-ouest) d'un ensemble de lacs;

Cours inférieur de la Petite rivière au Bouleau
- d'abord vers l'est relativement en ligne droite en formant un crochet vers le nord, en traversant trois séries de rapides dont la dernière s'étire jusqu'à un coude de rivière;
- vers le sud dans une vallée de plus en plus encaissée, relativement en ligne droite sur la première moitié du segment, et traversant des rapides en continu sur le premier 3,6 km; puis formant une courbe vers l'est, puis une boucle vers le sud-est et une autre vers l'ouest, et tournant vers le sud-est en fin de segment, jusqu'à son embouchure[2].

La Petite rivière au Bouleau se déverse sur rive ouest de la rivière au Bouleau. Cette confluence est située à:
- au sud-ouest du centre du village de Havre-Saint-Pierre;
- à l'ouest du centre du village de Rivière-au-Tonnerre;
- au nord-est du centre-ville de Sept-Îles[2].

À partir de la confluence de la Petite rivière au Bouleau, le courant descend le cours de la rivière au Bouleau vers le sud, jusqu'à la rive nord de l’estuaire du Saint-Laurent.

## Toponymie
Le bouleau est une espèce d'arbre faisant partie de la famille des Bétulacées et du genre Betula. Le bouleau pousse généralement dans des zones pauvres et souvent siliceuse. Cet arbre produit une écorce blanche et comporte de petites feuilles. Généralement, son bois est en usage en ébénisterie, en menuiserie et dans la fabrication de la pâte de papier. La rivière a aussi été connu sous le nom de rivière du Lac Travers.
Le toponyme « Petite rivière au Bouleau » a été officialisé le 5 décembre 1968.